# Marnie Blok
Marina Ann Catharina (Marnie) Blok (Den Haag, 23 mei 1962) is een Nederlands actrice en scenarioschrijfster.

## Levensloop
Blok deed de toneelopleiding van de Toneelschool Amsterdam. Ook volgde ze studies aan het Theatre du Soleil (Parijs) en behaalde haar kandidaatsexamen Nederlands aan de toenmalige Gemeente-Universiteit van Amsterdam.
Blok werkte tien jaar lang als acteur bij diverse theatergezelschappen en had ook een eigen theatergroep. In 1996 maakte ze indruk met haar rol als Danielle bij een aflevering van De Lullo's in Jiskefet. Hierna werkte ze fulltime als scenarioschrijver. De aanleiding was het maken van een filmscript naar aanleiding van de theatervoorstelling BROOS. Zij won samen met haar zus een Gouden Kalf voor hun rol in de resulterende film. Ook werkte ze nadat ze de scenario's ervoor had geschreven als regieassistent bij de speelfilms Bollywood Hero en Taped. In 2012 werkte ze als maker en actrice mee aan de film Brozer. Samen met Karen van Holst Pellekaan schreef zij het script voor de speelfilm De Gelukkige Huisvrouw alsmede in 2012 het filmscript voor de film Kenau. Samen met Van Holst en Maarten Lebens schreef ze de serie Lijn 32. Ook schreef ze het scenario voor de speelfilm Simon and the Oaks naar het boek van Marianne Fredriksson. Voor dit scenario won ze tijdens het Filmfestival van Hamburg de Montblanc Drehbuchpreis voor het beste scenario in 2012. In 2012 schreef zij het script van de vierdelige televisieserie Ramses over het leven van Ramses Shaffy in de jaren 60 en 70 in Amsterdam. In 2012 werd het scenario van Nadra bekroond met de Visser Neerlandia-prijs. In 2019 schreef zij De Liefhebbers.
Blok is getrouwd met regisseur Maarten Treurniet. Marnie is de jongere zus van actrice Anneke Blok.

## Filmografie
- 1989 - We zijn weer thuis - Machteld Vredenburg (1989-1990)
- 1990 - Twaalf steden, dertien ongelukken
- 1992 - Goede tijden, slechte tijden - Jozette Calland
- 1993 - Coverstory - Annemarie de Graaf
- 1993 - Medisch Centrum West - Cecile Bronckers
- 1993 - Ha, die Pa! - Trees (Afl. Collega's)
- 1994 - Het zonnetje in huis - Linda
- 1994 - SamSam - Makelaar (Afl. Riet is er niet)
- 1996 - Jiskefet - Daniëlle
- 1998 - Baantjer - Borowsky
- 1999 - Blauw blauw
- 1999 - Spangen
- 2000 - Baantjer - Corinne Kalus
- 2001 - DOK 12 - Iris de Winter
- 2001 - Wet & Waan - Mira Oevering
- 2003 - Ernstige Delicten - Ellen Verbunt
- 2003 - Van God Los - Joke
- 2003 - Bergen Binnen - Wanda (2003-2004)
- 2006 - Keyzer & De Boer Advocaten - Adriënne Overweg
- 2007 - Lotte - Frederique van Veen
- 2010 - De gelukkige huisvrouw - Schrijfster
- 2016 - Flikken Maastricht - Angelique Meertens

- Bibsys: 12052812
- Gemeinsame Normdatei: 1030334668
- International Standard Name Identifier: 0000 0001 3319 7389
- Library of Congress Control Number: nb2012025780
- Nederlandse Thesaurus van Auteursnamen: 166190233
- Virtual International Authority File: 71149196253074790381